# Günther Peill
Günther Peill (* 13. Januar 1908 in Düren; † 29. Oktober 1974 in Köln) war ein Dürener Glasfabrikant und Kunstsammler. Gemeinsam mit seiner Frau Carola Peill legte er ab den 1950er Jahren eine bedeutende Kunstsammlung an, deren Werke Klassischer Moderne sich heute größtenteils im Museum Ludwig in Köln sowie im Leopold-Hoesch-Museum in Düren befinden. Sowohl in der Stadt Düren als auch in seiner Firma Peill & Putzler betrieb er wegweisende Kunstförderung. 1986 gründete Carola Peill in Erinnerung an ihren Ehemann die Günther-Peill-Stiftung als selbstständige Stiftung mit Sitz am Leopold-Hoesch-Museum Düren.

## Leben
Günther Peill wurde 1908 als viertes Kind von Leopold Peill (1872–1941) und Katharina Peill, geb. de Haën (1874–1925), in eine großbürgerliche Familie geboren. Nach dem Abitur in Düren studierte er von 1926 bis 1928 Chemie in Bonn und absolvierte 1928 ein Volontariat im Bankhaus Deichmann in Köln. Im Anschluss besuchte er 1928–1930 die Glasfachschule in Zwiesel. Von 1931 bis 1934 war er Teilhaber der Maschinenfabrik Schüler in Berlin. 1932 heiratete er Carola Peill, geb. Jäger, in Berlin. Nachdem Günther Peill bereits 1930 zeitweise für die Glashütte Peill & Sohn in Düren tätig gewesen war, trat er 1934 an der Seite seines Vaters in die Leitung des seit 1903 bestehenden Unternehmens ein. 1946 erfolgte der Zusammenschluss mit der Firma Gebrüder Putzler aus Penzig (Neiße) zu dem ab 1952 unter dem Namen Peill & Putzler Glashüttenwerke GmbH firmierenden Unternehmen. Nach dem Wiederaufbau der kriegsbedingt zerstörten Glashütte wurde der Produktionsbetrieb im Januar 1948 wieder aufgenommen. 1954 adoptierte das Ehepaar Günter Peill-Meininghaus, der bis 1970 ebenfalls in der Leitung der Glashütte tätig war. 1972 schied Günther Peill aus der Glashütte aus. Von 1970 bis 1974 war er Vorsitzender des Kölnischen Kunstvereins.

## Sammlungsaufbau
1948 begannen Carola und Günther Peill moderne und zeitgenössische Kunst zu sammeln. Den Auftakt dazu bildete der Erwerb einer Gouache von Ernst Wilhelm Nay in der Düsseldorfer Galerie Hella Nebelung. Mit dem Künstler, den Günther und Carola Peill 1949 persönlich kennenlernten, verband sie eine lebenslange Freundschaft und intensive Sammeltätigkeit. Während der Fokus ihrer Sammlung auf Kunst der Klassischen Moderne lag, insbesondere Malerei und Grafik der zur Zeit des Nationalsozialismus verfemten Künstler, bildete Nays Werk den zeitgenössischen Schwerpunkt. Durch ihn lernten sie weitere Persönlichkeiten wie den Kunsthistoriker Werner Haftmann kennen, dem sie ebenfalls eng verbunden blieben – als dieser 1968 zum Direktor der Neuen Nationalgalerie in Berlin ernannt wurde, stifteten die Peills ein Gemälde Nays der dortigen Sammlung.
Seit den 1950er Jahren kauften Carola und Günther Peill nicht nur für ihre private Sammlung Kunst an, sondern finanzierten auch den Erwerb von Werken für das Leopold-Hoesch-Museum in Düren. Den Hauptteil ihrer Sammlung der Klassischen Moderne und zahlreichen Gemälden von Ernst Wilhelm Nay vermachte Carola Peill 1976 als „Stiftung Günther und Carola Peill“ der Stadt Köln bzw. dem Wallraf-Richartz-Museum und Museum Ludwig (insgesamt 115 Werke). In den Jahren 1977, 1983 und 1987 folgten weitere Schenkungen von Werken auf Papier an das Kölner Museum.
Carola Peill gründete 1986 zu Ehren ihres verstorbenen Mannes die Günther-Peill-Stiftung, die sich der Förderung junger künstlerischer Positionen durch Stipendien und bereits anerkannter Künstler durch die Verleihung des Peill-Preises verschrieben hat.

## Gestaltung und Kunst im Unternehmen
Das Interesse an moderner bildender und angewandter Kunst blieb nicht auf das private Leben beschränkt, sondern fand seinen Niederschlag auch in der Firmenausrichtung und in vermittlerischen Aktivitäten innerhalb des Unternehmens. Günther Peill gewann in den 1950er Jahren bekannte Designer wie Wilhelm Wagenfeld zur Gestaltung von richtungsweisenden Leuchten- und Gläserkollektionen, die die Erzeugnisse der firmeneigenen Entwurfsabteilung ergänzten. Im Sinne der „Guten Form“ förderte er die Auseinandersetzung seiner Mitarbeiter mit Geschichte und Formensprache der Glasgestaltung, u. a. indem er eine im Verwaltungstrakt ausgestellte Glaslehrsammlung mit Exponaten anlegte, die von der Antike bis zum Jugendstil reichten. Zudem organisierte er Vorträge und Ausstellungsexkursionen, um kulturell interessierten Mitarbeitern moderne Kunst näherzubringen. Mit der Einrichtung eines speziellen Sparprogramms ermöglichte er es den Angestellten, zu einem vergünstigten Preis moderne Grafik anzukaufen, die im Betrieb ausgestellt wurde.

## Ehrung
Die Stadt Düren benannte eine Straße nach ihm.